# Bromaceton
Bromaceton ist eine farblose, stechend riechende Flüssigkeit, die früher als Augenreizstoff in Tränengasen verwendet wurde. In dieser Funktion wurde es zunächst zeitweise durch ω-Chloracetophenon (CN) abgelöst, heute wird dies weitgehend durch 2-Chlorbenzyliden-malonsäuredinitril (CS) ersetzt.

## Geschichte
Halogenacetone wie Iod-, Brom- und Chloraceton gehörten zu den ersten im Krieg eingesetzten Kampfstoffen. Im Ersten Weltkrieg wurden sie unter Bezeichnung Weißkreuz vom Deutschen Heer eingesetzt. Auch heute noch finden sie zum Teil bei der Polizei als Tränengas Verwendung.

## Herstellung
Die Herstellung von Bromaceton ist sehr einfach: Brom und Aceton reagieren bereits bei Zimmertemperatur unter Selbsterhitzung zu Bromaceton und Bromwasserstoff. Das aufkochende Aceton wirkt als Treibsatz für das Tränengas.

## Eigenschaften
Bromaceton greift in erster Linie die Augen, aber auch die oberen Schleimhäute (Nase und Rachen) an. Die Symptome treten sofort auf und verschwinden nach Ende der Einwirkung schnell wieder.
α-Halogencarbonylverbindungen wirken korrosiv auf Metalle (Eisen, Messing).